# Kongenshus Mindepark
Kongenshus Mindepark är en park till minne om de bönder  som odlade upp hedarna på  Jylland. Den ligger 25 kilometer sydväst om staden Viborg i Region Mittjylland i Danmark. Det 1 200 hektar stora hedområdet köptes år 1942 av Hedeselskabet som organiserade uppodlingen och själva parken öppnade 10 juni 1953. 
I en del av parken finns 39 häradsstenar omgivna av sten för häradets sogn med namnen på de omkring 1 200 odlarna och deras fruar, samt minnesstenar för betydande personer i samband med  uppodlingen. Minnesparken ingår i Natura 2000-området Karup Å, Kongenshus og Hessellund Heder.
Mellan 1913 och 1923 fanns en renhjord i området. Fyrahundra djur importerades från Lappland och sköttes av en samefamilj. I början trivdes renarna, hjorden växte till mer än 1 000 djur och publiken strömmade till. Hundratals djur slaktades och såldes till  Tyskland, men i längden tålde renarna inte det danska klimatet och avlivades.